# Fritz Konir
Fritz Konir (* 3. April 1907 in Wien; † 27. Juli 1972 ebenda) war ein österreichischer Politiker (SPÖ) und Gewerkschaftssekretär. Er war von 1960 bis 1970 Abgeordneter zum österreichischen Nationalrat.
Konir besuchte nach der Volks- und Bürgerschule eine Fachschule und absolvierte eine Arbeitermittelschule. Er erlernte zwischen 1921 und 1924 dem Beruf des Schlossers und war danach als Maschinenschlosser tätig. Er wurde arbeitslos und emigrierte zwischen 1935 und 1936. Nach seiner Rückkehr war er von 1936 bis 1940 erneut als Schlosser beschäftigt, danach arbeitete er zwischen 1940 und 1945 als Techniker für die Saurer-Werke. Nach dem Zweiten Weltkrieg wurde Konir Landessekretär des ÖGB-Niederösterreich.
Konir war innerparteilich als Bezirksparteivorsitzender der SPÖ-Mödling aktiv und vertrat die SPÖ zwischen 1954 und 1959 im Wiener Landtag und Gemeinderat. Danach war er vom 30. Juni 1960 bis zum 31. Dezember 1970 Abgeordneter zum Nationalrat.